# تاوسن (مریلند)
تاوسن (به انگلیسی: Towson) شهری در ایالت مریلند کشور ایالات متحده آمریکا است که جمعیت آن در سرشماری سال ۲۰۱۰ میلادی، ۵۵٬۱۹۷ نفر بوده‌است.